# Jezioro Zdworskie

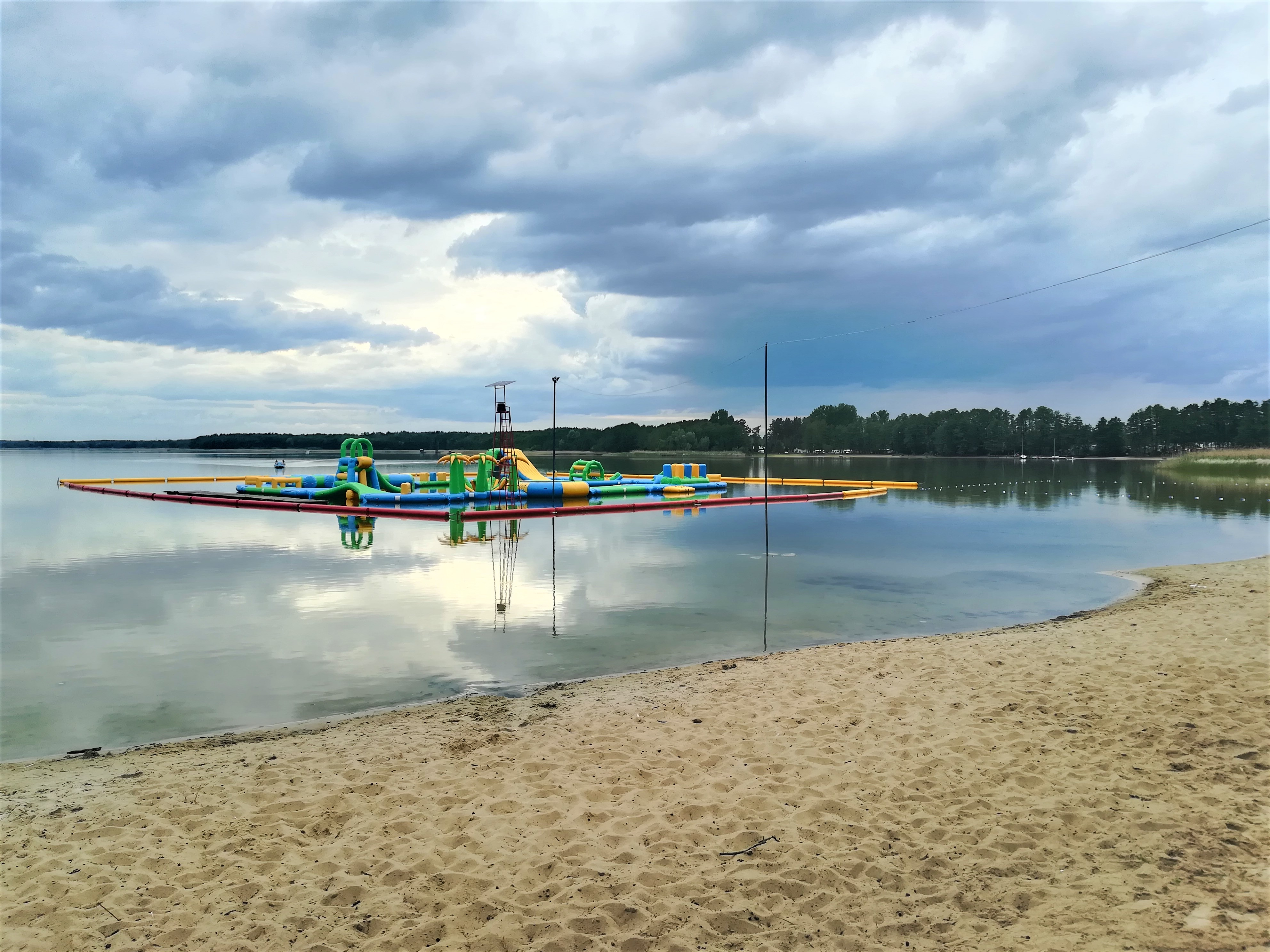
Plaża w Koszelówce

Jezioro Zdworskie – jezioro w woj. mazowieckim, w powiecie płockim, w gminie Łąck, leżące na terenie Kotliny Płockiej, w pobliżu miejscowości Gąbin. 

## Charakterystyka
Jest to zbiornik rynnowy. Z uwagi na małą głębokość jest to zbiornik polimiktyczny. Jest największym jeziorem województwa mazowieckiego.
Od północnego wschodu jezioro zamyka morena czołowa zwana gąbińską, na południu w rejonie wsi Zofiówka znajdują się żwirowo-piaszczyste ozy. Brzegi północne, północno-wschodnie i południowe trudno dostępne, zarośnięte trzciną, od północy torfowiska. Na brzegu wschodnim m.in. w Koszelówce piaszczyste plaże, za nimi Las Gąbiński na morenowych pagórkach. Na zachodnim krańcu jeziora wieś Zdwórz, na wysokim (12 m) brzegu bory sosnowe o bogatym podszyciu, u podnóża piaszczyste plaże.

## Dane morfometryczne
Powierzchnia zwierciadła wody według różnych źródeł wynosi od 327,5 ha do 352,8 ha.
Zwierciadło wody położone jest na wysokości 79,0 m n.p.m. Średnia głębokość jeziora wynosi 2,3 m, natomiast głębokość maksymalna 5,4 m lub 8,8 metra
Na podstawie badań przeprowadzonych w 1987 roku wody jeziora zaliczono do II klasy czystości.

## Ekologia
Jezioro Zdworskie jest zbiornikiem w dużym stopniu zdegradowania, o wodach zeutrofizowanych. Jedną z przyczyn degradacji jeziora było ograniczenie jego zasilania przez ciek Wielka Struga, którego wody uchodziły do poziomu wodonośnego pod zbiornikiem. Doprowadziło to w roku 2003 do znacznego obniżenia poziomu wody w jeziorze, co podczas upałów wywołało masowe śnięcie ryb żyjących w tym jeziorze. Polimiktyczny charakter zbiornika i inne czynniki, takie jak wysoka koncentracja związków azotu w wodzie, prowadzą także do masowych zakwitów sinic. W związku z dużym znaczeniem rekreacyjnym tego zbiornika, w obliczu jego degradacji, rozpoczęto w roku 2004 działania renaturyzacyjne, mające poprawić stan jeziora. W tym celu:
- uszczelniono ciek Wielka Struga oraz doprowadzono do zbiornika wodę rurociągiem melioracyjnym;
- wykasza się trzcinę celem zmniejszenia masy organicznej ulegającej w wodzie rozkładowi;
- zainstalowano w zbiorniku fitobariery obsadzone makrofitami, których zadaniem jest filtrowanie wody z soli biogennych, m.in. wnoszonych do jeziora wraz z wodami Wielkiej Strugi; bariery mają też służyć jako matecznik do rozwoju małża racicznicy, mającego duże możliwości odfiltrowania zawiesiny z wody;
- rozpoczęto oddzielny eksperyment polegający na wprowadzeniu specjalnego podłoża z racicznicą;
- ułożono w jeziorze bariery ze słomy, mające zapobiegać rozwojowi sinic.

Działania te mają zapobiec obniżaniu się poziomu wody w zbiorniku, ograniczyć dopływ biogenów do jeziora oraz zredukować zakwity sinic.
W przyszłości podjęte mają być kolejne działania, których celem będzie poprawa stanu Jeziora Zdworskiego. Renaturyzacja jeziora jest wynikiem „Porozumienia w sprawie renaturyzacji jezior w gminie Łąck”, podpisanego 8 września 2004 roku pomiędzy gminą Łąck a Zarządem Województwa Mazowieckiego, Wojewodą Mazowieckim, WIOŚ, Zarządem Powiatu w Płocku, Nadleśnictwem Łąck, Agencją Nieruchomości Rolnych, miastem Płock, gminą Gąbin i Zarządem PZW.